# Longitarsus bearei
Longitarsus bearei is een keversoort uit de familie bladkevers (Chrysomelidae). De wetenschappelijke naam van de soort werd in 1967 gepubliceerd door Kevan.